# Những chuyến xe lửa được theo dõi chặt chẽ
Những chuyến xe lửa được theo dõi chặt chẽ (tiếng Séc: Ostře sledované vlaky) là một bộ phim năm 1966 của đạo diễn Jiří Menzel, lấy Thế chiến II làm bối cảnh. Phim giành giải Oscar cho phim ngoại ngữ hay nhất, giải Grand Prize tại Liên hoan phim quốc tế Mannheim-Heidelberg, giải Golden Wolf tại Liên hoan phim quốc tế Bucharest. Năm 2011, tạp chí Time chọn phim trong 100 phim hay nhất mọi thời đại.

## Diễn viên
- Václav Neckář as Miloš Hrma
- Vlastimil Brodský as nghị viên Zednicek
- Jitka Bendová as người phục vụ hành khách Máša
- Josef Somr as người điều vận xe lửa Hubička
- Libuše Havelková as vợ trưởng ga
- Vladimír Valenta as trưởng ga
- Jitka Zelenohorská as nhân viên điện báo
- Naďa Urbánková as Viktoria Freie
- Jiří Menzel as bác sĩ Brabec